# Слободянюк Андрій Олександрович
Андрі́й Олекса́ндрович Слободяню́к — підполковник Збройних сил України, учасник російсько-української війни.

## З життєпису
Відзначився при проведенні зачистки міста Краматорськ.
Курсант Академії сухопутних військ.

## Нагороди
- орден Богдана Хмельницького III ступеня (2022) — за особисту мужність і самовіддані дії, виявлені у захисті державного суверенітету та територіальної цілісності України, вірність військовій присязі.
- орден «За мужність» III ступеня (2014) — за особисту мужність і героїзм, виявлені у захисті державного суверенітету та територіальної цілісності України, вірність військовій присязі під час російсько-української війни.